# Heartland Park Topeka
Pour les articles homonymes, voir HPT.
Le Heartland Park Topeka (HTP) est un circuit automobile situé à 8 km au sud de Topeka, au Kansas. Il a accueilli la Nascar, catégorie Craftsman Truck Series entre 1995 et 1999.

## Description
Le complexe a été inauguré en 1989. Ses installations comprennent un circuit routier (allant de 2,9 à 4 km de longueur selon la configuration), un ovale de 600 mètres, un circuit off-road et une piste de dragster de 402 mètres. Après plusieurs années de négligences, en raison de difficultés financières, la surface de la piste et les autres installations se sont détériorées et la survie du site a été mise en doute. En 2003, il a été racheté par Raymond Irwin, ancien propriétaire du Blackhawk Farms Raceway, qui a engagé un programme majeur de rénovations dans le site.
La piste de dragster est utilisée par les clubs locaux et la National Hot Rod Association (NHRA). Le circuit routier est principalement utilisé par le SCCA. Dans le passé, il a accueilli l'ARCA, l'ASA, l'IMSA et l'AMA.